# Course à la direction du Nouveau Parti démocratique de 2017
La course à la direction du Nouveau Parti démocratique de 2017 sert à élire le chef du Nouveau Parti démocratique (NPD), au Canada. Elle résulte de la décision du congrès du NPD d'avril 2016 à Edmonton, au cours duquel 52 % des délégués ont voté en faveur de l'organisation de cette élection. Jagmeet Singh remporte la direction au premier tour de scrutin.

## Contexte

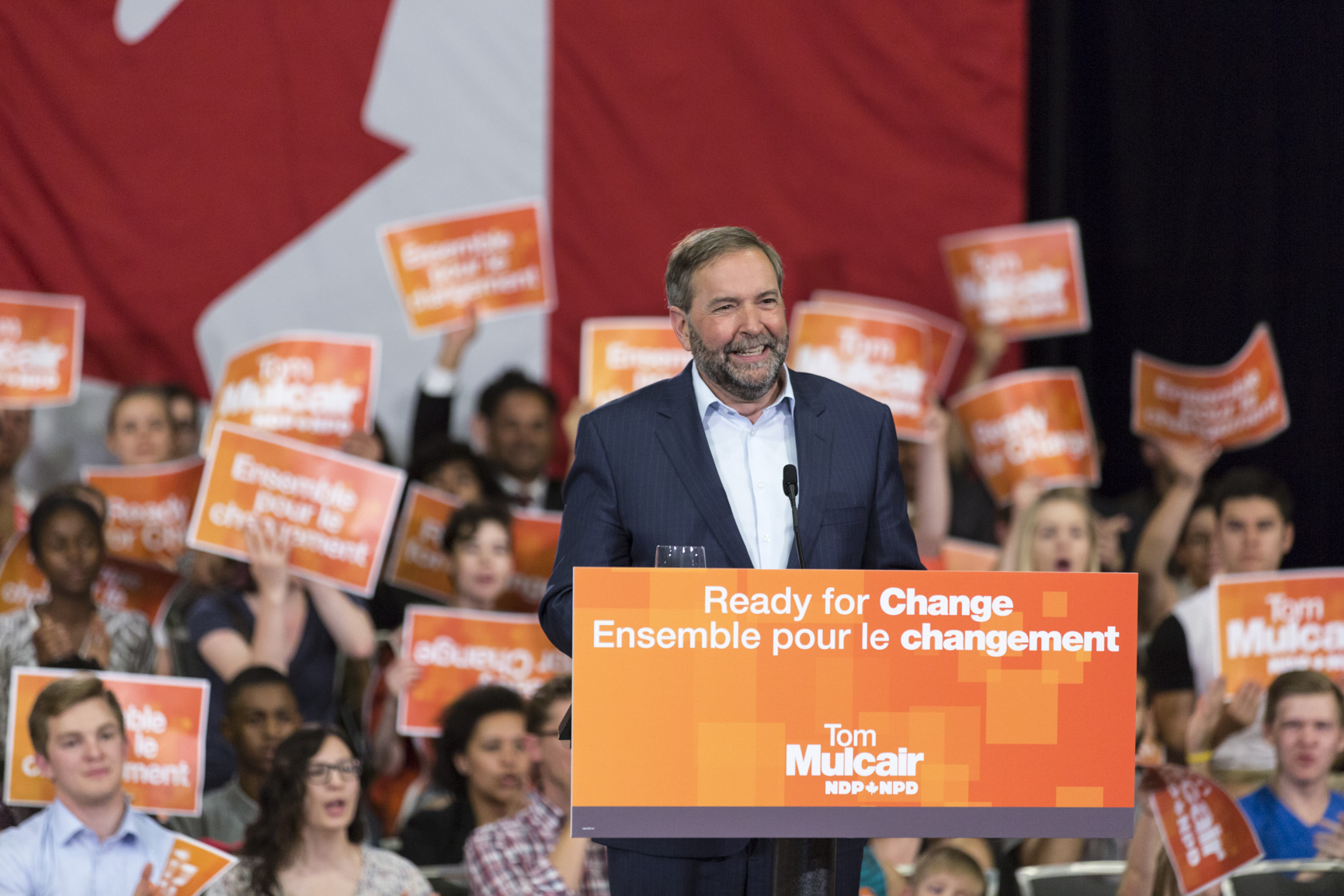
Thomas Mulcair, alors chef du NPD depuis 2012, perd le vote de confiance lors du congrès d'Edmonton.

Le chef du Nouveau Parti démocratique fédéral est Thomas Mulcair, depuis son élection à ce poste en mars 2012. Au début de la campagne pour les élections fédérales de 2015, le NPD est régulièrement en tête des sondages et le fait qu'il puisse — pour la première fois de son histoire — former le gouvernement fédéral est envisagé. Toutefois, lors de l'élection, le NPD ne fait élire que 44 députés, ramenant le parti à la troisième position.
Après l'élection, Mulcair souhaite se maintenir à la tête du parti et bénéficie de l'appui du caucus des députés. Dans les semaines qui précèdent la tenue du congrès biennal du parti, en avril 2016 à Edmonton, le leadership de Mulcair apparait contesté. Le 10 avril 2016, 52 % des délégués au congrès votent en faveur de l'organisation d'une élection à la direction.
Il s'agit de la première fois qu'un chef du NPD est ainsi défait lors d'un congrès. Les statuts du NPD prévoient que, dans un tel cas, l'élection à la direction doit se tenir dans un délai d'un an, mais le congrès décide plutôt d'un délai de deux années. Mulcair annonce qu'il reste chef jusqu'à l'élection de son successeur. Il bénéficie de l'appui du caucus des députés du NPD.

## Procédures
L'article 6 des statuts du NPD prévoit que le chef est élu directement par les membres du parti et qu'un candidat est élu s'il reçoit 50 % plus un des votes exprimés. Si aucun candidat ne recueille plus de 50 % des votes, le candidat qui a reçu le moins de voix est éliminé du tour suivant. Le processus se répète jusqu'à ce qu'un candidat atteigne la majorité. Les détails du scrutin doivent être fixés par le conseil fédéral du NPD.
À la suite du congrès d'avril 2016 à Edmonton au cours duquel 52 % des délégués ont souhaité l'organisation d'une course à la direction, le conseil du parti s'est réuni en mai à Toronto et a adopté un premier calendrier. Les procédures définitives ont ensuite été publiées.
- La période de mise en candidature s'étend du 2 juillet 2016 au 3 juillet 2017.
- La période de votation pour le premier tour de vote commence le 18 septembre 2017. Le vote se fait par tours de scrutin successifs, jusqu'à un maximum de cinq tours, au rythme d'un tour par semaine, se terminant respectivement les 1er, 8, 15, 22 et 29 octobre 2017.

Le conseil du NPD a placé le plafond de dépenses à 1,5 million de dollars par candidat. Chaque candidat doit débourser 30 000 $ pour déposer sa candidature. Le parti prélève 25 % des contributions reçues par les candidats.
Selon les règles adoptées, le parti est tenu d'organiser au moins trois débats entre les candidats. Sept ont été annoncés. Le premier a eu lieu le 12 mars 2017 à Ottawa. D'autres se tiendront le 26 mars à Montréal, le 27 mai à Sudbury, le 10 juin à Halifax, le 11 juillet à Saskatoon, le 9 août à Victoria et le 17 septembre à Toronto.

## Candidatures

### Candidatures annoncées
Ces personnes ont annoncé leurs décisions de présenter leurs candidatures et lancé leurs campagnes. Leur mention ici ne préjuge pas du dépôt formel du dossier de candidature auprès du NPD. 
| Nom           | Nom   | Position actuelle                                                          | Annonce de candidature Site officiel | Soutiens |
| ------------- | ----- | -------------------------------------------------------------------------- | ------------------------------------ | --- |
| Charlie Angus |       | Député de Timmins—Baie James (ON)                                          | 26 février 2017, charlieangusndp.ca  | Députés provinciaux (2) : Gilles Bisson (Timmins—James Bay, ON) John Vanthof (Timiskaming—Cochrane, ON) |
| Niki Ashton   |       | Députée de Churchill—Keewatinook Aski (MB)                                 | 7 mars 2017 nikiashton2017.ca        | Députés provinciaux (1) : Cheri DiNovo (Parkdale—High Park, ON) |
| Guy Caron     |       | Député de Rimouski-Neigette—Témiscouata—Les Basques (QC)                   | 27 février 2017, guycaron.ca         | |
| Jagmeet Singh | \| \| | Député provincial de Bramalea—Gore—Malton (ON) Chef adjoint du NPD Ontario | 15 mai 2017jagmeetsingh.ca           | |
| Peter Julian  |       | Député de New Westminster—Burnaby (CB)                                     | 12 février 2017, peterjulian.org     | Députés fédéraux (4) : Robert Aubin (Trois-Rivières, QC), François Choquette (Drummond, QC), Pierre-Luc Dusseault (Sherbrooke, QC), Brigitte Sansoucy (Saint-Hyacinthe—Bagot, QC) Députés provinciaux (1) : Raj Chouhan (Burnaby-Edmonds, CB), |
|               |       |                                                                            |                                      | |

### Personnes en réflexion
Les personnes suivantes ont publiquement laissé entendre qu'elles envisageaient la possibilité d'être candidates. Aucune d'entre elles n'a toutefois annoncé de décision.
| Nom              | Nom | Position actuelle                                                                                                  | Remarque |
| ---------------- | --- | --- | -------- |
| Pat Stogran (en) |     | Ancien ombudsman des vétérans (2007-2010) Colonel à la retraite des Forces armées canadiennes                      |          |
| Sid Ryan (en)    |     | Ancien président de la Fédération du travail de l'Ontario (2009-2015) Ancien président du SCFP Ontario (1992-2009) |          |

## Non-candidatures
Cheri DiNovo, députée de Parkdale—High Park à l'Assemblée législative de l'Ontario, avait annoncé sa candidature le 13 juin 2016 mais l'a retiré le 2 août 2016 pour raisons de santé.
Les personnes suivantes ont précisé ne pas souhaiter être candidates :
- Alexandre Boulerice, député de Rosemont—La Petite-Patrie (QC)
- Nathan Cullen, député de Skeena—Bulkley Valley (CB), troisième lors de la course à la direction de 2012[28].
- Megan Leslie, ancienne députée d'Halifax (NÉ)[29].
- Avi Lewis, journaliste, co-auteur du manifeste Un bond vers l'avant[30].
- Rachel Notley, Première ministre de l'Alberta et chef du NPD de l'Alberta[31].
- Brian Topp, ancien président du NPD, deuxième lors de la course à la direction de 2012.

## Sondages

### Auprès des électeurs ou partisans du NPD
| Institut            | Dates               | Taille de l'échantillon | Marge d'erreur | Charlie Angus | Niki Ashton | Alexandre Boulerice | Ruth Ellen Brosseau | Olivia Chow | Nathan Cullen    | Paul Dewar | Peter Julian | Peggy Nash | Romeo Saganash | Jagmeet Singh | Autres Indécis                                                        |
| ------------------- | ------------------- | ----------------------- | -------------- | ------------- | ----------- | ------------------- | ------------------- | ----------- | ---------------- | ---------- | ------------ | ---------- | -------------- | ------------- | --------------------------------------------------------------------- |
| Probit Inc.         | 3 au 9 juin 2016    | 908                     | ± 3,25 %       | 9 %           | 6 %         | 18 %                | 5 %                 | 29%         | 2% (non suggéré) | 9 %        | 4 %          | 9 %        | 3 %            | 2 %           | Autres 2% Megan Leslie (non suggérée) 2% Tom Mulcair (non suggéré) 1% |
| Mainstreet Research | 14 au 15 avril 2016 | 598                     | ± 4,01 %       | –             | 4 %         | 4 %                 | –                   | –           | 17%              | –          | 10 %         | –          | –              | 11 %          | Indécis 26% Quelqu'un d'autre 17% Avi Lewis 11%                       |

## Résultats
| CANDIDAT      | VOIX   | SUFFRAGES | NOTES |
| ------------- | ------ | --------- | ----- |
| Jagmeet Singh | 35 266 | 53,8 %    | ÉLU   |
| Charlie Angus | 12 705 | 19,4 %    |       |
| Niki Ashton   | 11 374 | 17,4 %    |       |
| Guy Caron     | 6 164  | 9,4 %     |       |
|               |        |           |       |
| TOTAL         | 65 509 | 100,0 %   |       |